# ولیچکو چولاکوف
ولیچکو چولاکوف (بلغاری: Величко Чолаков؛ ۱۲ ژانویهٔ ۱۹۸۲ – ۲۰ اوت ۲۰۱۷) وزنه‌بردار اهل بلغارستان بود.
وی در مسابقات کشوری و بین‌المللی در مجموع برندهٔ ۱ مدال طلا، ۲ مدال نقره، ۱ مدال برنز شده‌است.